# 卡洛·塔韦基奥
卡洛·塔韦基奥（義大利語：Carlo Tavecchio，1943年7月13日—2023年1月28日），意大利官员，曾任意大利足球协会主席。
卡洛·塔韦基奥曾擔任蓬泰蘭布羅市長，在2014年8月11日首次当选为意大利足协主席，2017年3月6日赢得连任。
2014年10月，塔韦基奥就任意大利足协主席不久，欧足联以他竞选意大利足协主席过程中涉嫌种族歧视为由禁止他参加欧足联会议活动6个月。